# 華盛頓鎮區 (愛荷華州蘇縣)
華盛頓鎮區（英語：Washington Township）是位於美國愛荷華州蘇縣的一個行政鎮區。

## 地方資料
根據2010年美國人口普查的數據，華盛頓鎮區的面積為94.20平方千米，當中陸地面積為94.18平方千米，而水域面積為0.02平方千米。當地共有人口190人，而人口密度為每平方千米2.02人。